# Punto de inicio de la frontera entre Estados Unidos y México
El punto de inicio entre la Frontera de EE. UU. y México  (en inglés: Initial Point of Boundary Between U.S. and Mexico) es una estructura histórica ubicada en la frontera entre Estados Unidos y México en San Diego, California. El punto de inicio entre la Frontera de EE. UU. y México se encuentra inscrito en el Registro Nacional de Lugares Históricos desde el 06 de septiembre de 1974.

## Ubicación
Punto de inicio entre la Frontera de EE. UU. y México se encuentra dentro del condado de San Diego en las coordenadas 32°32′04″N 117°07′19″O / 32.534444, -117.121944.